# Bray Wyatt
Pour les articles homonymes, voir Wyatt.
« Windham Rotunda » et « Husky Harris » redirigent ici. Pour les autres significations, voir Rotunda et Harris.
Windham Lawrence Rotunda (né le 23 mai 1987 à Brooksville en Floride et mort le 24 août 2023 à Clermont dans le même état) est un catcheur américain. Il est connu pour son travail à la World Wrestling Entertainment, sous le nom de Bray Wyatt.
Il est le fils de Mike Rotunda et par sa mère le petit-fils du catcheur Blackjack Mulligan. Il suit la même voie que son grand-père et son père en rejoignant la WWE en 2009. Il apprend le catch à la Florida Championship Wrestling, le club-école de la WWE. Il se fait connaître d'abord sous le nom d'Husky Harris, et est un membre de The Nexus entre 2010 et 2011. Une fois ce clan dissout, il retourne à la FCW puis à NXT.
Il adopte le gimmick de Bray Wyatt en 2013 et forme la Wyatt Family avec Luke Harper, Erick Rowan et Braun Strowman. Il devient alors un des catcheurs vedettes de cette fédération.
Il meurt dans son sommeil le 24 août 2023 d'une crise cardiaque, des suites de complications liées au Covid-19.

## Jeunesse
Rotunda a fréquenté le Hernando High School de Brooksville où il jouait dans l'équipe de football américain au poste de defensive tackle et où en 2005 il a remporté le championnat de Floride de lutte dans sa catégorie de poids. Après avoir été diplômé, il est allé au College of the Sequoias en Californie où il a joué au sein de l'équipe de football pendant deux ans, devenant le deuxième All-American lors de sa deuxième année universitaire au poste d'Offensive guard. Il a obtenu une bourse à la Troy University où il continue à jouer au football pendant deux ans. Il a quitté l'université avant d'obtenir son baccalauréat, car il souhaitait devenir catcheur.

## Carrière

### World Wrestling Entertainment (2009-2021)

#### Florida Championship Wrestling (2009-2010)
Rotunda fait ses débuts à la Florida Championship Wrestling (FCW) par une victoire dans un match par équipe avec Vic Adams en mai 2009. Rapidement il utilise Duke Rotundo comme nom de ring et commence à faire équipe avec son frère, Bo. Fin juillet ils deviennent challengers pour le FCW Florida Tag Team Championship qu'ils remportent face à Justin Angel et Kris Logan. Ils perdent leur titre le 19 novembre face aux Dudebusters (Curt Hawkins et Caylen Croft), dans ce qui constitue leur première défaite.
Le 1er juin 2010, Duke Rotundo est annoncé comme participant à la 2e saison de NXT sous le nom de Husky Harris, avec Cody Rhodes comme mentor,. Il fait ses débuts le 8 juin dans un match par équipes avec son mentor, match qu'ils perdent face à Percy Watson et son pro MVP. Il gagne le 6-man tag team match avec Michael McGuillicuty et Alex Riley face à Kaval, Percy Watson et Lucky Cannon. Lui et ses deux partenaires de la nuit précédente perdent le match revanche. Il finit 4e du classement final de cette saison.

#### The Nexus (2010-2011)

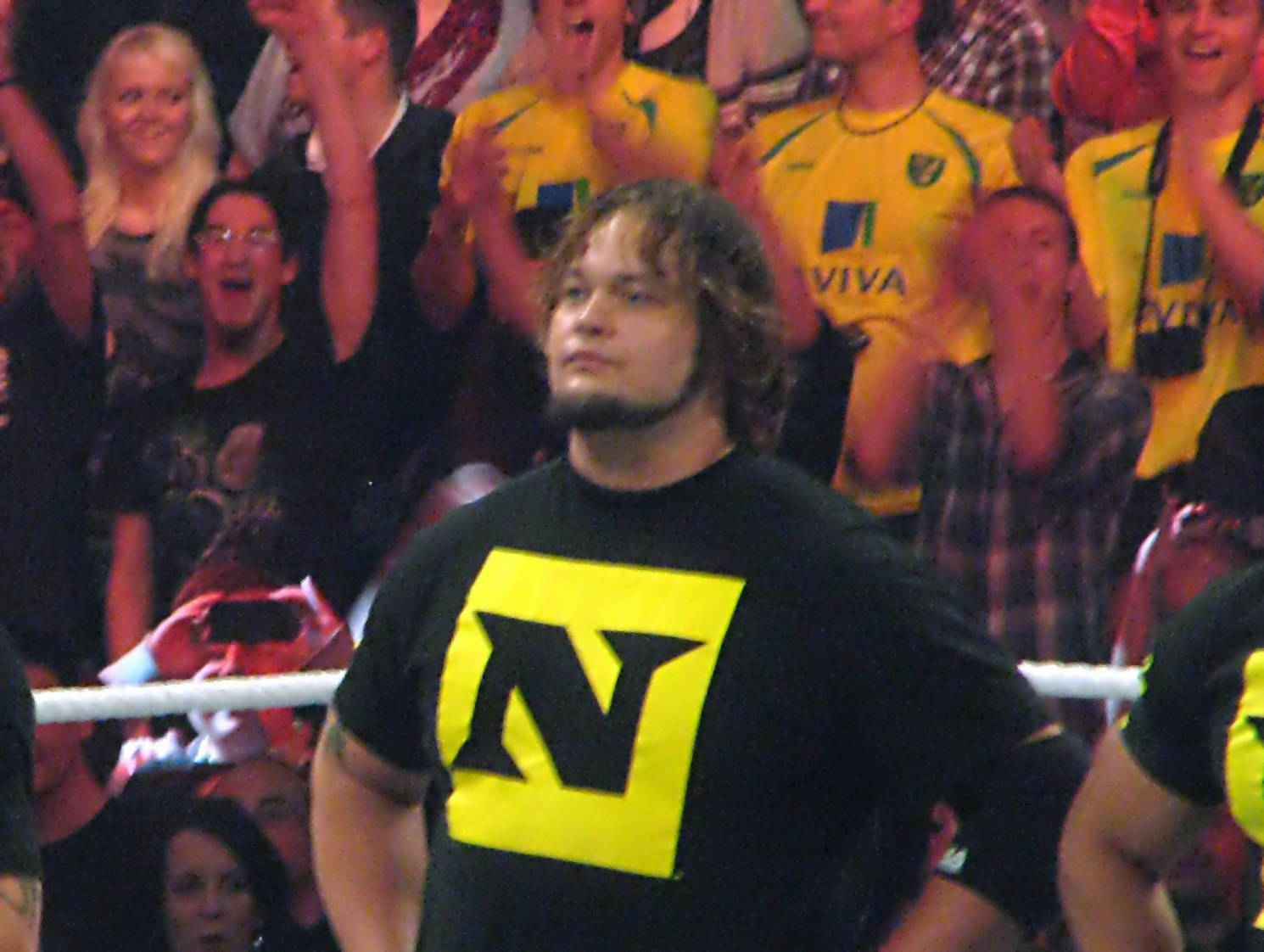
Windham Rotunda, en tant que Husky Harris, membre de la Nexus.

Le 3 octobre à Hell in a Cell, lui et Michael McGillicutty attaquent John Cena, lui coûtant ainsi la victoire dans son match contre Wade Barrett.
Le lendemain à Raw, les deux hommes attaquent de nouveau Cena lors de son match contre The Miz. À la suite de cette attaque, Cena les attaque à lui et à McGillicutty, jusqu'à ce que Wade Barrett s'interpose en disant que les deux font partie de la Nexus. Le 25 octobre à Raw, Wade Barrett annonce que lui et McGillicutty font officiellement partie de son clan.
En janvier 2011, à la suite de la défaite de Wade Barrett à TLC, CM Punk devient le nouveau leader de la Nexus, et chaque membre doit passer un test pour prouver si oui ou non, ils sont aptes à rester dans la Nexus. Husky Harris se fait alors fouetter dans le dos par CM Punk avec une ceinture pour être conservé.
Il participe ensuite au Royal Rumble où il élimine Ted Dibiase avec Michael McGillicutty, avant de se faire éliminer par The Great Khali. Lors du Raw du 31 janvier, lui et Michael McGillicutty perdent contre Santino Marella et Vladimir Kozlov et ne remportent donc pas les WWE Tag Team Championship ; après le match, Randy Orton les attaque pour se venger de leur intervention lors de son match de championnat contre The Miz, qui lui coûta le titre. Harris subit un Punt Kick d'Orton qui l'éloigne des rings.

#### Retour aux territoires du développement (2011-2013)
À la suite de sa blessure (scénaristique), il retourne à la FCW en avril 2011.
Le FCW Florida Heavyweight Champion et frère d'Harris, Bo Rotundo, étant blessé, la ceinture devient vacante et un tournoi est organisé pour couronner un nouveau champion. Harris bat Big E Langston pour se qualifier en finale, un Fatal Four Way match contre Leo Kruger, Damien Sandow et Dean Ambrose, remporté par Kruger. Le 23 octobre, il perd contre Leo Kruger et ne remporte pas le FCW Florida Heavyweight Championship à la suite d'une intervention de Richie Steamboat.
Il deviendra une deuxième fois champion par équipes de la FCW avec son frère Bo Rotundo en février 2012. Lors du FCW du 4 mars 2012, ils conservent les titres contre Antonio Cesaro et Alexander Rusev. Ils perdront les titres le 1er avril contre Jake Carter et Corey Graves. Il change plus tard de gimmick, inspiré du personnage de Max Cady (en) dans Les Nerfs à vif, et s'appelle désormais Bray Wyatt.
À l'été 2012, Wyatt est envoyé à la NXT, qui est devenu le nouveau territoire de développement de la WWE, depuis la fermeture de la FCW.
En juillet, Rotunda est victime d'une déchirure du muscle pectoral, ce qui nécessite une intervention chirurgicale. Malgré sa blessure, Wyatt a continué à apparaître à NXT où il forme un nouveau clan appelé The Wyatt Family, composé de Erick Rowan, Luke Harper et lui-même. Le 20 février 2013, il fait son retour sur le ring en gagnant contre Yoshi Tatsu.

#### The Wyatt Family (2013-2014)

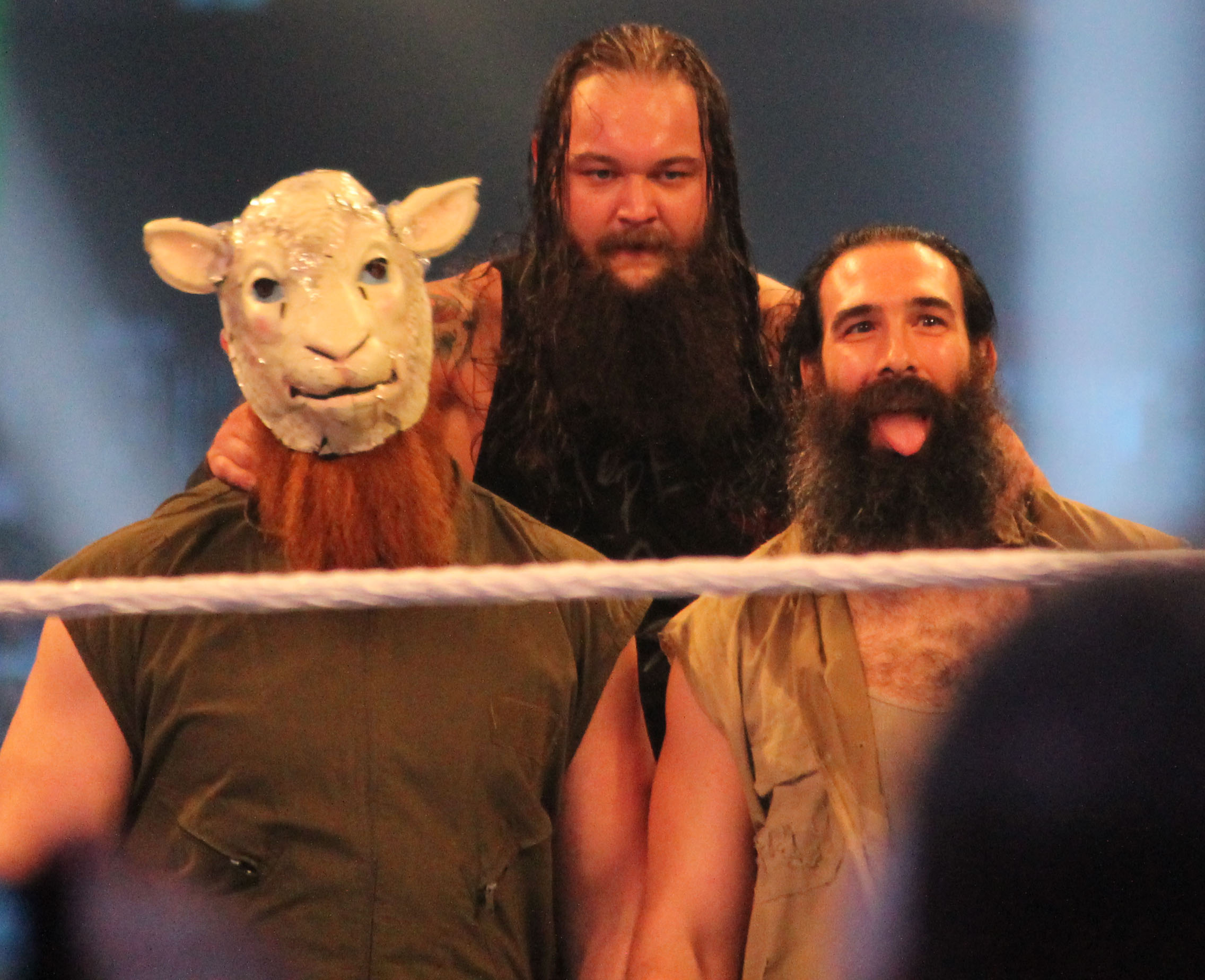
De gauche à droite : Erick Rowan, Bray Wyatt et Luke Harper.

Le 27 mai à Raw, une promo annonce la venue prochaine de la Wyatt Family. Elle y fait ses débuts le 8 juillet en attaquant Kane. Le 29 juillet elle attaque à nouveau Kane, à la suite de quoi celui-ci défie Bray Wyatt dans un Ring on Fire match à SummerSlam, match que Wyatt remporte grâce à l'intervention d'Erick Rowan et de Luke Harper.
Le 6 octobre à Battleground, il bat Kofi Kingston. Lors de TLC, la Wyatt Family bat Daniel Bryan dans un match à handicap.
Le 26 janvier 2014 au Royal Rumble, il bat Daniel Bryan. Lors de Elimination Chamber, ils battent The Shield puis ils interviennent dans l’Elimination Chamber match en entrant dans la cage et en attaquant John Cena, provoquant ainsi son élimination dans ce match. Lors de WrestleMania XXX, il perd contre John Cena.
Lors de Extreme Rules, il bat John Cena dans un combat en cage. Lors de Payback, il perd face à John Cena. Lors de Money in the Bank, il échoue à remporter le WWE World Heavyweight Championship, gagné par John Cena.
Lors de Battleground, il perd face à Chris Jericho, avant de gagner contre lui à SummerSlam.

#### Débuts en solo (2014-2015)
Le 26 octobre à Hell in a Cell, il intervient dans le Hell in a Cell Match, entre Dean Ambrose et Seth Rollins, en attaquant le premier, permettant au second de gagner le match. Le 23 novembre aux Survivor Series, il bat The Lunatic Frange par disqualification, après avoir poussé son adversaire à le frapper avec une chaise. Le 14 décembre à TLC, il rebat le même adversaire dans un TLC Match.
Le 25 janvier 2015 au Royal Rumble, il entre dans le Royal Rumble masculin en 5e position, élimine Bubba Ray Dudley, Luke Harper, Erick Rowan, The Boogeyman, Sin Cara, Zack Ryder et Daniel Bryan, avant d'être lui-même éliminé par Big Show et Kane. Le 22 février à Fastlane, il fait son entrée, enfermé dans un cercueil, avec des sorciers à ses côtés, en guise de provocation vis-à-vis de l'Undertaker, et demande un match contre lui à WrestleMania 31, défi accepté par The DeadMan. Lors de WrestleMania, il perd face à l'Undertaker.
Le 17 mai à Payback, il bat Ryback. Le 14 juin à Money in the Bank, il intervient dans le Men's Money in the Bank Ladder Match en empêchant Roman Reigns de remporter la mallette, finalement gagnée par Sheamus.

#### Retour de la Wyatt Family (2015-2017)

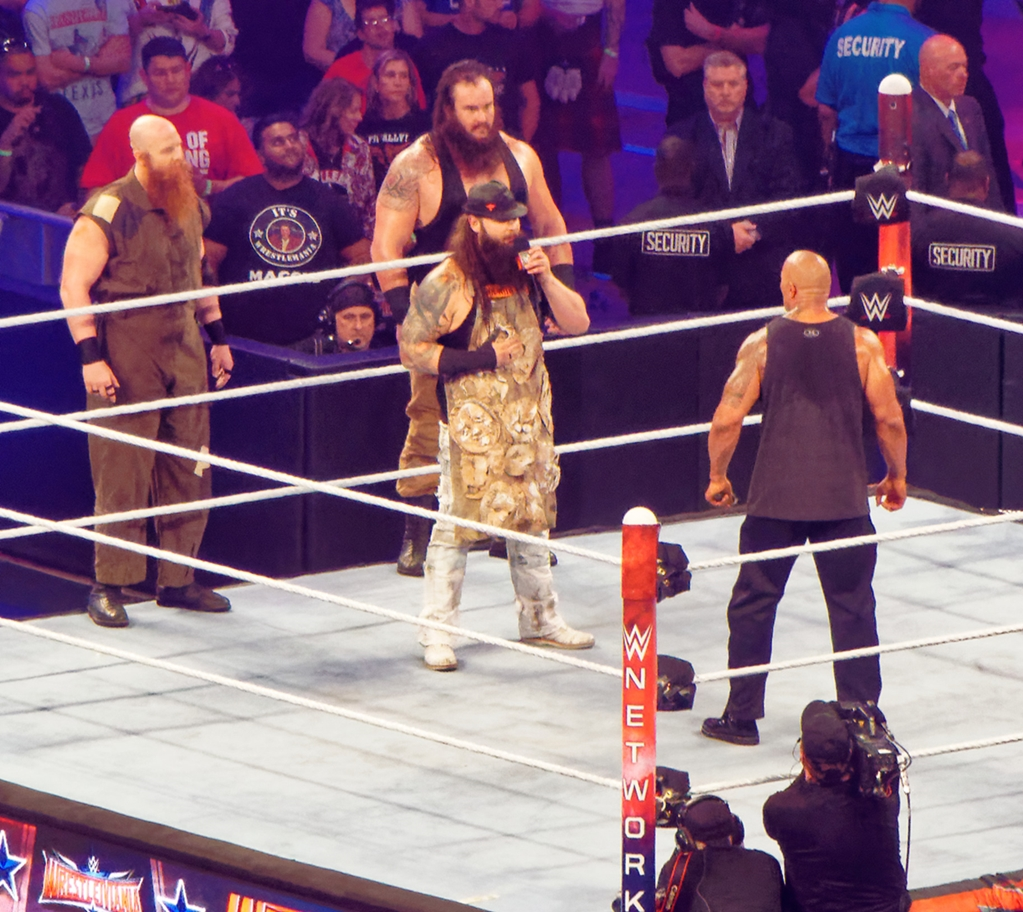
La famille Wyatt interrompant The Rock à WrestleMania 32.

Le 19 juillet à Battleground, il bat Roman Reigns, aidé par l'intervention de Luke Harper. Le 23 août à SummerSlam, Luke Harper et lui perdent face à Dean Ambrose et le Samoan. Le lendemain à Raw, ils reperdent par disqualification face aux mêmes adversaires, à la suite d'une intervention extérieure de Braun Strowman qui fait ses débuts, dans le show rouge, en attaquant le duo du Shield. Le 20 septembre à Night of Champions, le nouveau trio bat Chris Jericho, Dean Ambrose et Roman Reigns dans un 6-Man Tag Team Match.
Le 25 octobre à Hell in a Cell, il perd face au Samoan dans un Hell in a Cell Match. Plus tard dans la soirée, après la victoire de Brock Lesnar sur l'Undertaker, ses disciples et lui attaquent le DeadMan et le kidnappent. Le 22 novembre aux Survivor Series, accompagnés de Braun Strowman et Erick Rowan, Luke Harper et lui perdent face aux Brothers of Destruction. Le 13 décembre à TLC, le quatuor bat les ECW Originals et les Dudley Boyz dans un 8-Man Tag Team Elimination Tables Match.
Le 24 janvier 2016 au Royal Rumble, il entre dans le Royal Rumble masculin en 27e position, mais se fait éliminer par Sheamus et Triple H. Le 12 mars à Roadblock, Luke Harper et lui perdent face à Brock Lesnar dans un 2-on-1 Handicap Match. Le 21 mars, Luke Harper souffre d'une blessure à la jambe droite, et doit s'absenter pendant 6 mois.
Le 3 avril à WrestleMania 32, sa famille interrompt The Rock pendant son discours, mais ce dernier bat Erick Rowan en seulement 6 secondes. Après le combat, le trio l'encercle, mais John Cena vole à la resousse du second.
Le 19 juillet lors du Draft, Erick Rowan et lui restent officiellement au show bleu, tandis que The Monster Among Men est officiellement transféré à Raw, ce qui marque le départ du dernier de la famille. Le 23 juillet à Battleground, la Wyatt Family bat le New Day dans un 6-Man Tag Team Match. Le 11 septembre à Backlash, il bat Randy Orton par forfait, ayant blessé son adversaire dans les coulisses en début de soirée. Il perd ensuite face à Kane dans un No Holds Barred Match, à la suite d'un RKO de sa précédente victime.

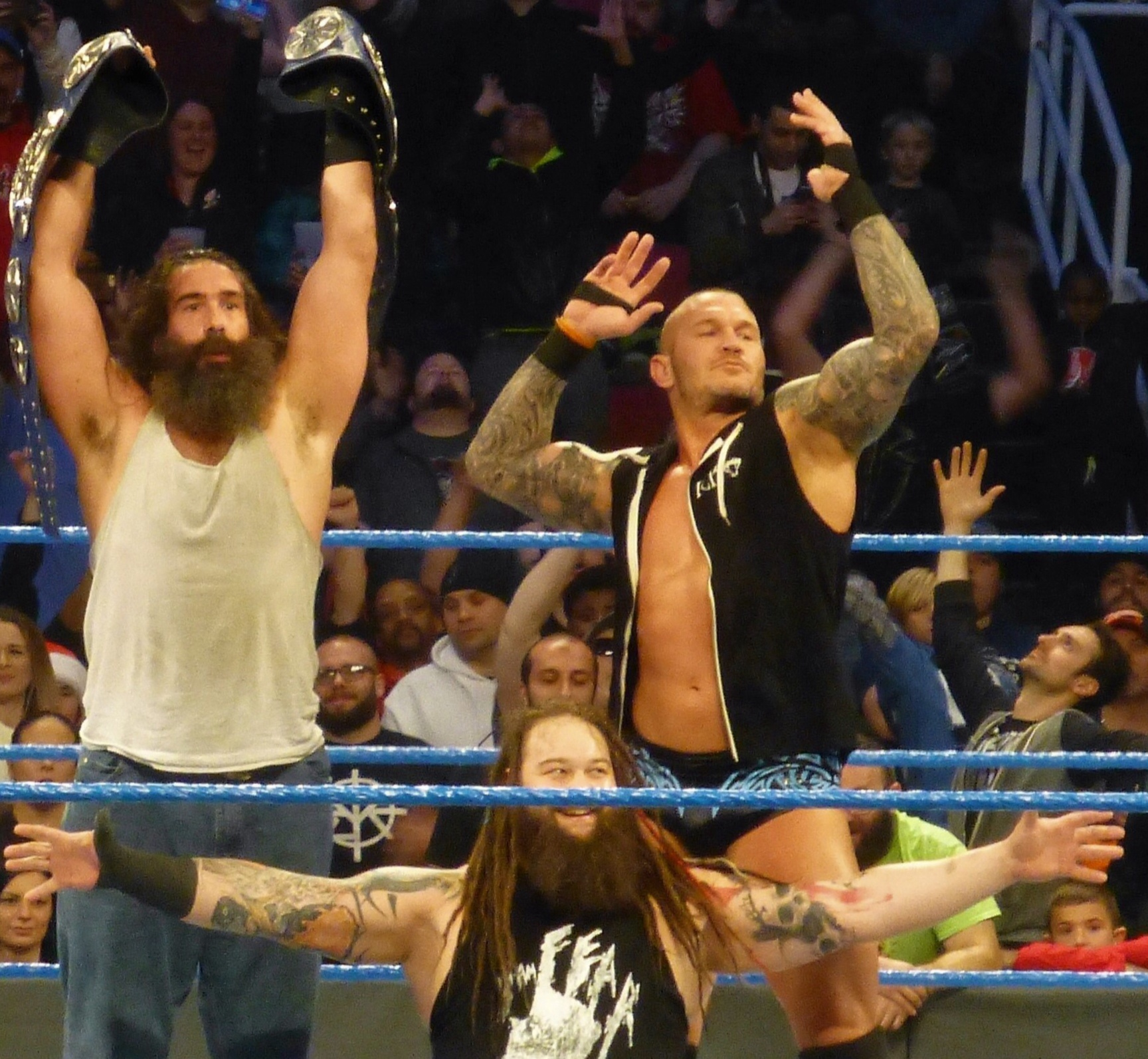
Luke Harper (à gauche), Randy Orton (à droite) et Bray Wyatt (au milieu).

Le 9 octobre à No Mercy, il prend sa revanche en battant The Viper, aidé par une intervention extérieure de Luke Harper, de retour de blessure. Le 18 octobre à SmackDown Live, il bat Kane, aidé par Randy Orton qui effectue un Heel Turn en portant un RKO sur son adversaire. Le 1er novembre à SmackDown Live, The Apex Predator bat The Big Red Monster et rejoint officiellement la Wyatt Family. Le 20 novembre aux Survivor Series, l'équipe SmackDown (AJ Styles, Dean Ambrose, Shane McMahon, Randy Orton et lui) bat celle de Raw (Kevin Owens, Roman Reigns, Seth Rollins, Chris Jericho et Braun Strowman) dans un 5-on-5 Traditional Survivor Series Man's Elimination Match. Le 4 décembre à TLC, Randy Orton et lui deviennent les nouveaux champions par équipe de SmackDown en battant Heath Slater et Rhyno, remportant les titres pour la première fois de leurs carrières. Le 27 décembre à SmackDown Live, ils perdent un Fatal 4-Way Tag Team Match face à American Alpha (Chad Gable et Jason Jordan), qui inclut également Heath Slater, Rhyno et les Usos, ne conservant pas leurs titres. Après le combat, il sépare ses deux partenaires, entrés en conflit.

#### Champion de la WWE et diverses rivalités (2017-2018)
Le 24 janvier 2017 à SmackDown Live, après la victoire de Randy Orton sur Luke Harper, il exclut le second de sa famille en lui portant un Sister Abigail. Deux soirs plus tard au Royal Rumble, il entre dans le Royal Rumble masculin en 21e position, mais se fait éliminer par Roman Reigns. Le 12 février à Elimination Chamber, il devient le nouveau champion de la WWE en battant AJ Styles, Baron Corbin, Dean Ambrose, John Cena et The Miz, remportant le titre pour la première fois de sa carrière. Le 28 février à SmackDown Live, Randy Orton effectue un Face Turn en le trahissant, expliquant avoir fait tout ça pour mieux le détruire. The Viper ne renonce pas à son droit au titre, détruit Sister Abigail et met le feu à sa ferme.
Le 2 avril à WrestleMania 33, il perd face à Randy Orton, ne conservant pas son titre. Le 10 avril à Raw, lors du Superstar Shake-Up, il est annoncé être officiellement transféré au show rouge. Le 30 avril à Payback, il prend sa revanche en battant son même adversaire dans un House of Horrors Match, grâce aux interventions de Jinder Mahal et des Singh Brothers. Le 4 juin à Extreme Rules, il perd un Fatal 5-Way Extreme Rules Match face à Samoa Joe par soumission, qui inclut également Finn Bálor, Roman Reigns et Seth Rollins, ne devenant pas aspirant n°1 au titre Universel de la WWE à Great Balls of Fire.
Le 9 juillet à Great Balls of Fire, il bat Seth Rollins. Le 20 août à SummerSlam, il perd face au "Demon King" Finn Bálor. Le 24 septembre à No Mercy, il reperd face au même adversaire.
Le 18 octobre, il attrape la méningite, et doit déclarer forfait pour le match face à Finn Bálor à TLC, où il sera finalement remplacé par AJ Styles.
Le 28 janvier 2018 au Royal Rumble, il fait son retour, entre dans le Royal Rumble masculin en 8e position, élimine Rusev (aidé par Matt Hardy), Heath Slater, avant d'être lui-même éliminé par Matt Hardy. Le 25 février à Elimination Chamber, il perd face à "Woken" Matt Hardy.

#### Alliance avec Matt Hardy et champion par équipe deRaw(2018)

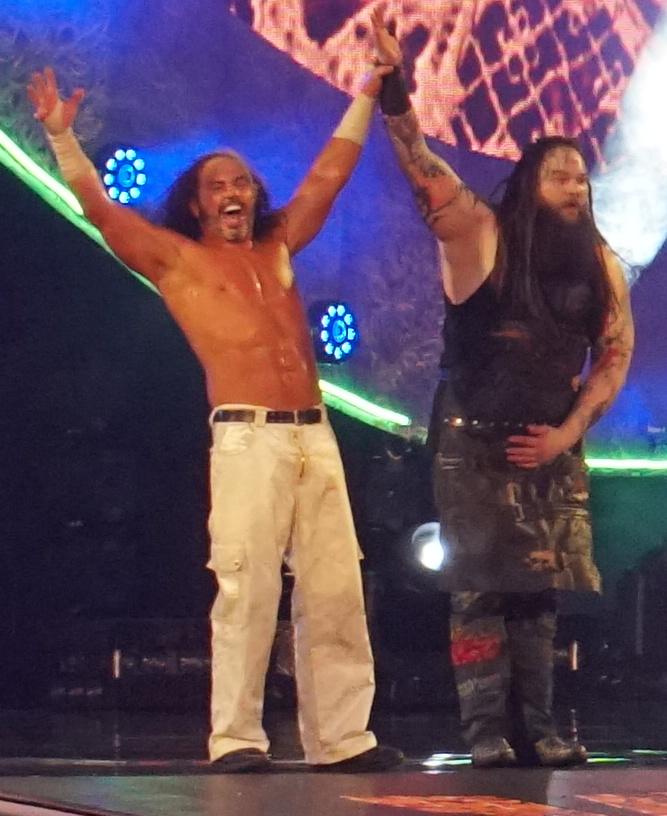
Bray Wyatt s'alliant à Matt Hardy à WrestleMania 34.

Le 8 avril lors du pré-show à WrestleMania 34, il fait son retour, après trois semaines d'absence, et un Face Turn, en aidant Matt Hardy à gagner la Andre the Giant Memorial Battle Royal. Le 27 avril au Greatest Royal Rumble, les deux hommes deviennent les nouveaux champions par équipe de Raw en battant The Bar, remportant les titres pour la troisième et première fois de leurs carrières.
Le 15 juillet à Extreme Rules, ils perdent face à la B-Team, ne conservant pas leurs titres. Le 4 août, son désormais ex-partenaire souffre d'une blessure située entre le bas du dos et le bassin, ce qui met fin à leur alliance.

#### The Fiend, double champion Universel de la WWE et départ (2019-2021)

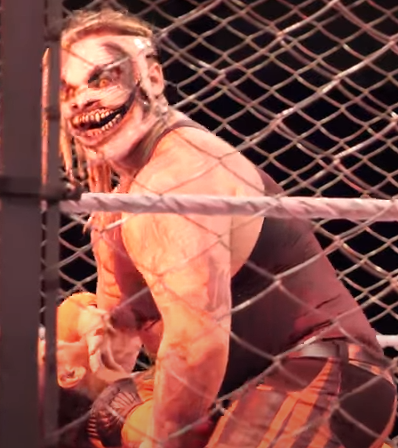
Bray Wyatt dans sa gimmick du Fiend en 2019.

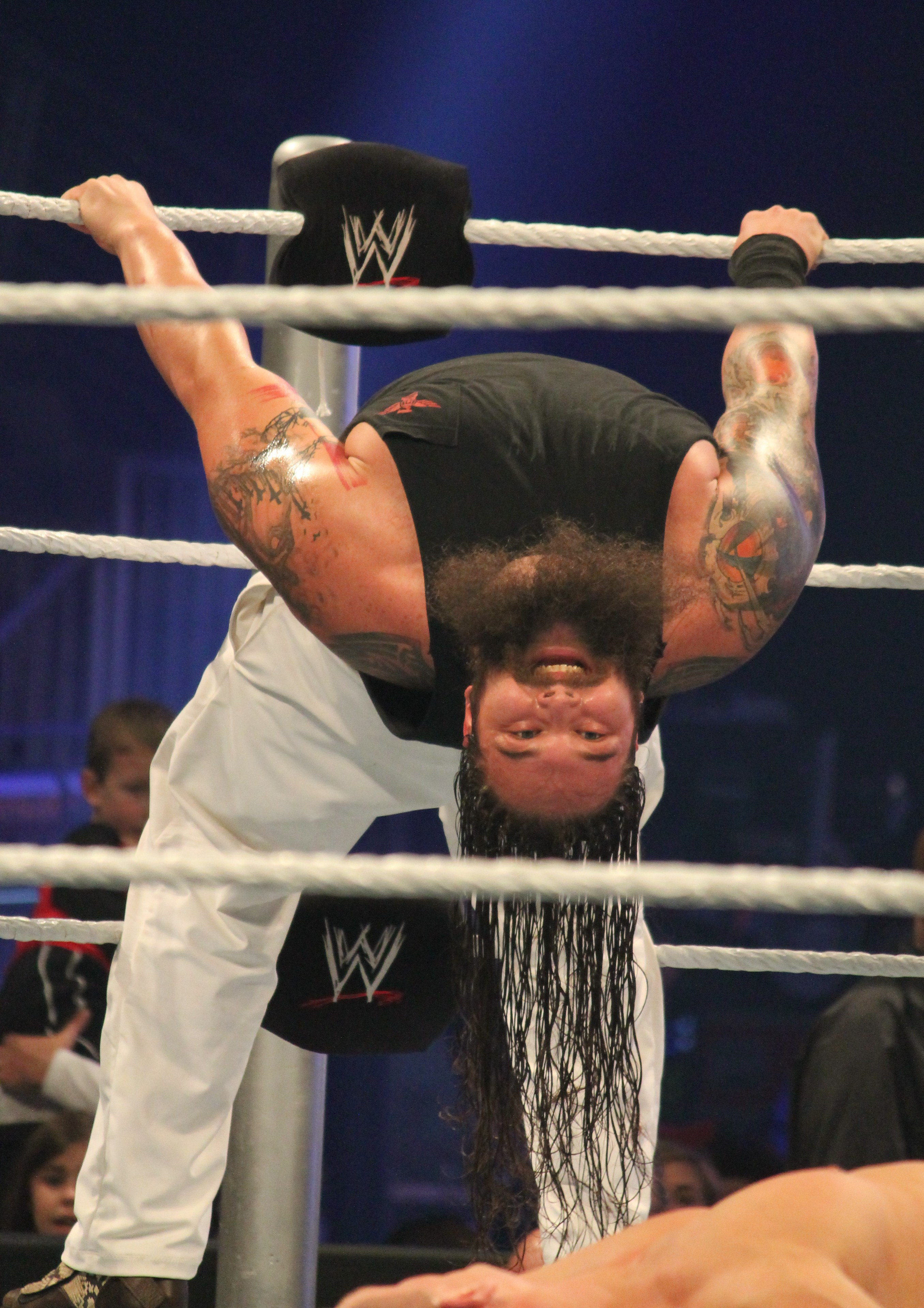
Bray Wyatt avant d'exécuter sa prise de finition.

Le 22 avril 2019 à Raw, il réapparait dans un segment vidéo Firefly Fun House, une parodie d’émission de télévision pour enfants, où il joue le rôle d’un animateur qui a totalement perdu l’esprit et qui nous présente ses nouveaux amis/jouets en expliquant qu’il a changé et payé de ses précédents péchés. Le 14 mai à SmackDown Live, le Firefly Fun House se transforme en film d'horreur, et il revêt un masque de clown terrifiant appelé The Fiend (le démon) en prononçant «Let Me In».
Le 11 août à SummerSlam, il bat Finn Bálor. Le 15 septembre à Clash of Champions, après la victoire de Seth Rollins sur Braun Strowman, il attaque le premier en lui portant sa Sister Abigail et son Mandible Claw.
Le 6 octobre à Hell in a Cell, son Hell in a Cell Match face à Seth Rollins se termine en No Contest, l'arbitre estimant que le match était trop violent. Il attaque ensuite ce dernier en lui portant un Mandible Claw. La semaine suivante à SmackDown, lors du Draft, il est annoncé être transféré au show bleu par Stephanie McMahon. Le 31 octobre à Crown Jewel, il devient le nouveau champion Universel de la WWE en battant le même adversaire, remportant le titre pour la première fois de sa carrière. Le 24 novembre aux Survivor Series, il conserve son titre en battant Daniel Bryan. Le 15 décembre à TLC, il bat The Miz dans un match sans enjeu. Après le match, il se fait attaquer par Daniel Bryan, de retour avec un nouveau look.
Le 26 janvier 2020 au Royal Rumble, il conserve son titre en battant Daniel Bryan dans un Strap Match. Le 27 février à Super ShowDown, il perd face à Goldberg, ne conservant pas son titre.
Le 5 avril à WrestleMania 36, il bat John Cena dans un Firefly Funhouse Match. Le 10 mai à Money in the Bank, il ne remporte pas le titre Universel de la WWE, battu par Braun Strowman.
Le 19 juillet à Extreme Rules, il bat Braun Strowman dans un Wyatt Swamp Fight Match. Le 31 juillet à SmackDown, il fait son retour, en tant que The Fiend, et attaque Alexa Bliss en lui portant un Mandible Claw. Le 23 août à SummerSlam, il redevient champion Universel de la WWE en battant Braun Strowman dans un Falls Count Anywhere Match, remportant le titre pour la seconde fois. Après le match, Roman Reigns, de retour après 4 mois d'absence, en tant que Heel, attaque les deux hommes en portant un Spear à chacun. Le 30 août à Payback, il perd un No Holds Barred Triple Threat Match face à Roman Reigns, qui inclut également Braun Strowman, ne conservant pas son titre.
Le 2 octobre à SmackDown, il effectue un Heel Turn en attaquant Kevin Owens avec son Mandible Claw, et s'allie avec Alexa Bliss. Le 12 octobre à Raw, Alexa Bliss et lui attaquent Zelina Vega et Andrade en leur portant un Sister Abigail. Lors du Draft, ils sont annoncés être transférés au show rouge par Stephanie McMahon. Le 26 octobre à Raw, il effectue un Face Turn en permettant à Drew McIntyre d'attaquer Randy Orton. Le 20 décembre à TLC, il perd face à Randy Orton dans un Firefly Inferno Match.
Le 21 mars 2021 à Fastlane, il fait son retour, après trois mois d'absence, en aidant Alexa Bliss à battre The Apex Predator dans un Intergender Match.
Le 11 avril à WrestleMania 37, il perd face au même adversaire, à cause d'une distraction de la part d'Alexa Bliss.
Le 31 juillet, après 12 ans de bons et loyaux services, la WWE annonce l'avoir libéré de son contrat.

### Retour à la World Wrestling Entertainment (2022-2023)

#### Retour puis absence (2022-2023)
Le 8 octobre 2022 à Extreme Rules, il fait son retour à la World Wrestling Entertainment, après un an et 2 mois d'absence, juste après le Fight Pit match entre Matt Riddle et Seth "Freakin" Rollins. Il se révèle sous l'identité de l'homme masqué.
Le 28 janvier 2023 au Royal Rumble, il bat L.A Knight dans un Pitch Black match. Ce sera son dernier match à la WWE.
Il n’est plus apparu sur les écrans depuis le Smackdown du 17 février, car il serait blessé et selon d'autres sources, malade.

### Mort
Le 24 août 2023, Triple H, le directeur créatif de l'entreprise, annonce sur les réseaux sociaux son décès à l'âge de 36 ans, à la suite d'une crise cardiaque causée par des complications au cœur amplifiées par la contraction de la Covid-19 en début d'année.

## Palmarès
- Florida Championship Wrestling
  - 2 fois champion par équipes de FCW avec Bo Rotundo

- World Wrestling Entertainment
  - 1 fois champion de la WWE[119]
  - 2 fois champion Universel de la WWE
  - 1 fois champion par équipes de SmackDown - avec Randy Orton et Luke Harper
  - 1 fois champion par équipes de Raw - avec Woken Matt Hardy[120]
  - Vainqueur de l'Elimination Chamber en 2017

## Vie privée

### Famille
Rotunda est un catcheur de troisième génération : son grand-père Blackjack Mulligan, son père Mike Rotunda et ses oncles Kendall et Barry Windham ont tous été catcheurs professionnels. Il a également un frère cadet, Taylor Rotunda, connu sous le nom de ring de Bo Dallas, catcheur lui aussi.

### Vie privée
En couple avec l'ancienne annonceuse de Raw, JoJo Offerman, cette dernière annonce, sur Instagram, être enceinte de leur premier enfant le 27 mars 2019. Le 18 mai 2019, JoJo et lui accueillent leur nouveau-né : un petit garçon prénommé Knash. Le 1er juin 2020, le couple accueille leur second enfant : une petite fille prénommée Hyrie Von. Le 28 avril 2022, le couple se marie.

## Récompenses des magazines
- Pro Wrestling Illustrated

| Année | 2010 | 2011 | 2012 | 2013 | 2014 | 2015 | 2016 | 2017 | 2018 | 2019 | 2020 | 2021 |
| ----- | ---- | ---- | ---- | ---- | ---- | ---- | ---- | ---- | ---- | ---- | ---- | ---- |
| Rang  | 331  | 129  | 168  | 115  | 6    | 21   | 56   | 15   | 57   | 169  | 16   | 74   |

- Wrestling Observer Newsletter
  - Meilleur gimmick de l'année 2013 et 2019[128]
  - Pire gimmick de l'année 2017
  - 7e meilleur catcheur aux interviews de l'année 2013[128]
  - 6e match de l'année 2014 avec Erick Rowan et Luke Harper face à The Shield à Elimination Chamber[128]
  - 7e catcheur le plus surestimé de l'année 2014[128]
  - 9e meilleur catcheur aux interviews de l'année 2014[128]
  - 6e catcheur le plus surestimé de l'année 2015[128]